# Sankt-Sargis-Kloster von Uschi

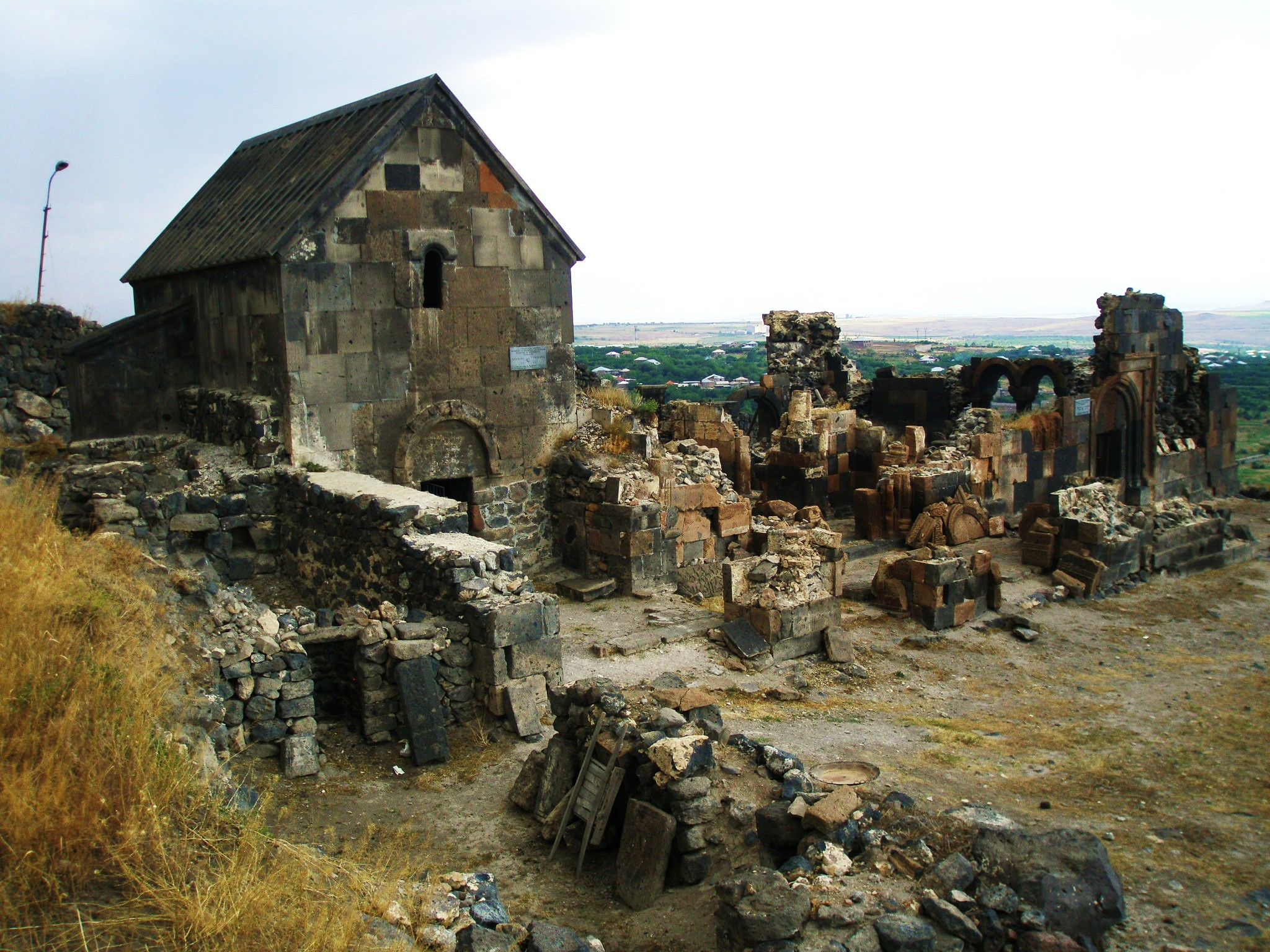
Sankt-Sargis-Kloster von Uschi

Das Sankt-Sargis-Kloster von Uschi (armenisch Սուրբ Սարգիս Վանք Surp Sarkis Wank oder Ուշի Վանք Uschi Wank) ist ein ehemaliges Kloster der Armenischen Apostolischen Kirche in der westarmenischen Provinz Aragazotn. Gegründet wurde es im 5. Jahrhundert. Heute ist das Kloster verlassen. Die Gebäude sind weitgehend zerstört und das Areal ist überwachsen.

## Lage
Der Klosterkomplex Chorakert liegt etwa 500 Meter westlich des Dorfes Uschi und fünf Kilometer nördlich von Aschtarak, der Hauptstadt der westarmenischen Provinz Aragazotn. Dort befindet es sich auf einer Höhe von 1410 Metern über dem Meeresspiegel am Ende eines scharf abfallenden Bergrückens am Canyon des Flusses Kassagh. In der Nähe liegen die Überreste einer Siedlung aus der Zeit zwischen dem 3. und dem 1. Jahrtausend v. Chr.

## Baubeschreibung

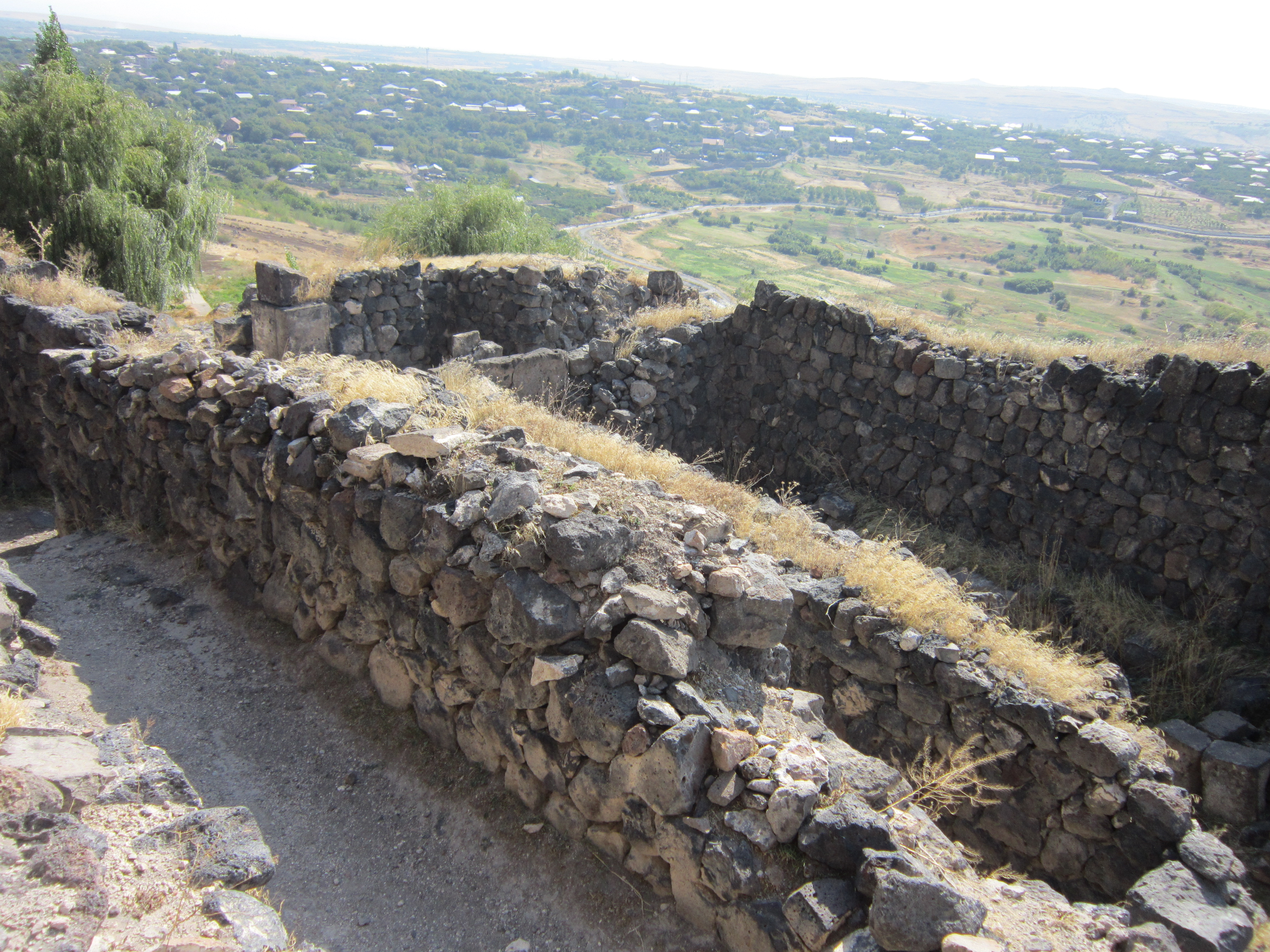
Reste der Verteidigungsmauern

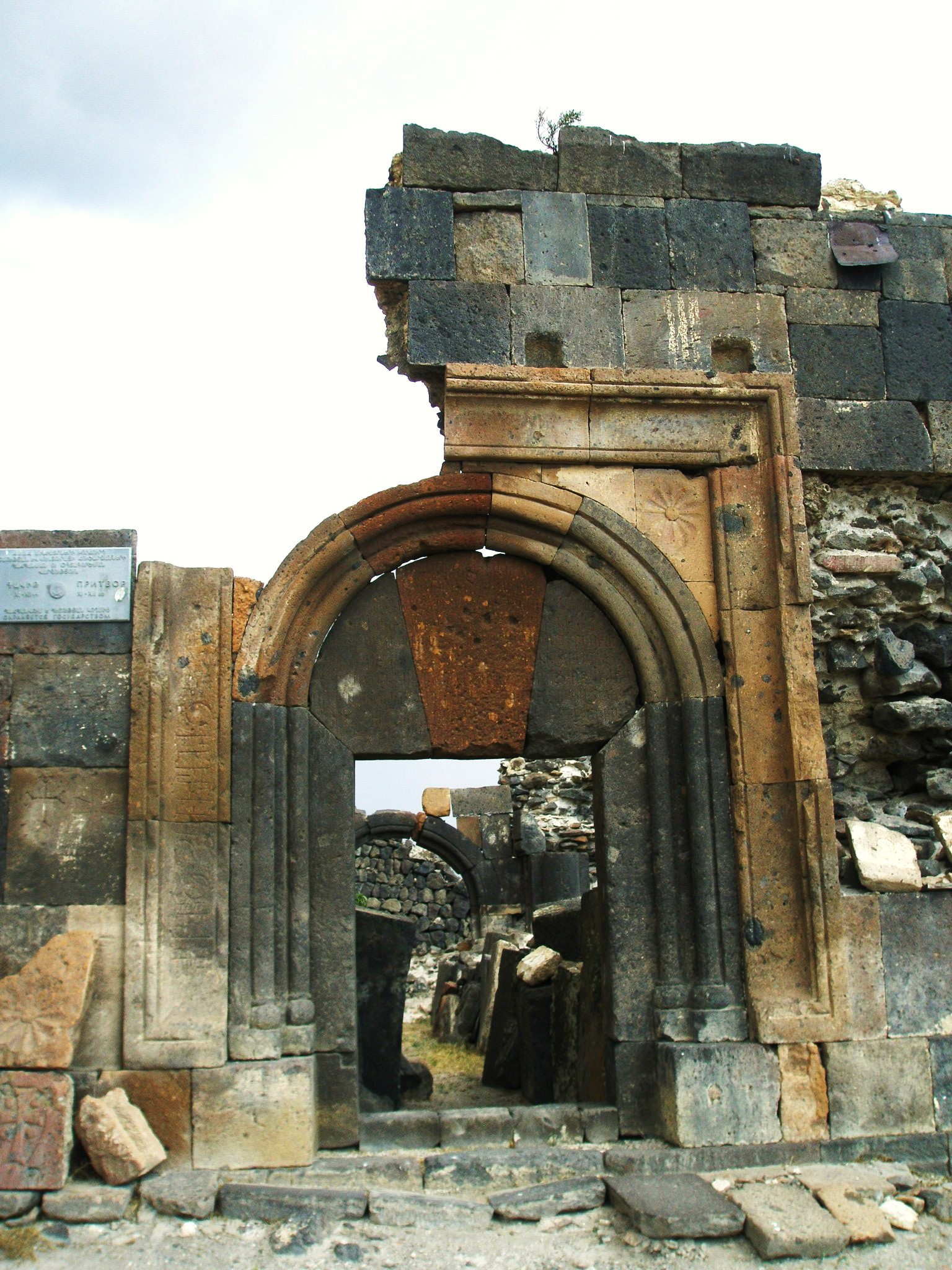
Das Hauptportal des zerstörten Gawit

Der Klosterkomplex umfasst ein Areal von etwa 45 × 54 Metern. Er ist mit einer viereckigen Verteidigungsmauer mit drei Türmen im Süden und zwei Türmen im Norden umgeben. Innerhalb des ummauerten Gebietes stehen die Ruinen der Kapelle St. Sargis, der Kirche Surb Astwazazin ((armenisch Սուրբ Աստվածածին, „Heilige Muttergottes“), westarmenisch Surp Asdwadsadsin, andere Umschriften Surp Astvatsatsin, Surb Astuacacin), eines Gawits, eines Glockenturms, des Refektoriums, eines ehemals überwölbten Gastraums sowie mehrerer Wohn- und Wirtschaftsgebäude.
Alle Gebäude sind weitestgehend zerstört. In nennenswertem Zustand erhalten blieb einzig die Kapelle über dem Grab von St. Sargis. Es ist eine etwa 5,8 Meter breite und acht Meter lange einschiffige Kapelle, die nach oben mit einem Gewölbe und einem Satteldach abgeschlossen ist. An ihrer Südfassade war die Kapelle mit der Hauptkirche Surb Astwazazin verbunden. Diese war eine Kreuzkuppelkirche, an deren Südseite ein Gawit vorgebaut war.

## Geschichte
In der lokalen Überlieferung ist die Gründung des Klosters mit dem Soldaten St. Sargis (armenisch Սուրբ Սարգիս Զորավար, * 4. Jahrhundert,; † 362–363) verbunden. Der Christ diente zunächst in der Armee des Römischen Reiches, ehe er vor den Verfolgungen in das persische Sassanidenreich floh, wo ihn Großkönig Schapur II. zum Befehlshaber seiner Truppen ernannte. Unter Sargis konnte dann das Sassanidenreich einen Feldzug des römischen Kaisers Julian abwehren. Er schrieb seinen militärischen Erfolg seinem Glauben zu und drängte seine Soldaten, zum Christentum zu konvertieren. Als Schapur II. davon erfuhr, ließ er Sargis hinrichten. Er wurde zunächst in dem Dorf Namyan (heute in der iranischen Provinz Māzandarān) an der Südküste des Kaspischen Meeres beigesetzt. Eine Gruppe um Mesrop Maschtoz überführte seine sterblichen Überreste schließlich im ersten Jahrzehnt des 5. Jahrhunderts nach Armenien und ließ sie dort auf einer Anhöhe unweit des Dorfes Ushi in der Kapelle bestatten.
Die meisten Gebäude sind jedoch jünger. Sie werden auf das 10. bis 13. Jahrhundert datiert. Die Umfassungsmauern gehen auf das Jahr 1654 zurück.
Bei den Erdbeben von 1679 und 1827 wurde das Kloster weitgehend zerstört. In wesentlichen Teilen blieb dabei nur die Kapelle St. Sargis erhalten. Sie gilt nach wie vor als wichtiger Wallfahrtsort. Deshalb begannen im Dezember 2003 die Rekonstruktionsarbeiten, bei denen die Kapelle weitgehend restauriert wurde. Parallel dazu fanden Ausgrabungen auf dem Areal statt.